# Saropogon clarkii
Saropogon clarkii là một loài ruồi trong họ Asilidae. Saropogon clarkii được Hutton miêu tả năm 1901. Loài này phân bố ở miền Australasia.